# Fotbalový klub Chmel Blšany
L'FK Chmel Blšany è una società calcistica ceca con sede nella città di Blšany. Oggi milita nella 5. Liga, la quinta divisione ceca.

## Storia
Nella stagione 1998-1999 sale in Gambrinus Liga. Con una popolazione di 976 abitanti, il Chmel Blšany divenne la squadra calcistica con sede nel più piccolo villaggio nella storia a qualificarsi per il campionato della massima serie nazionale di calcio a livello europeo, venendo poi superato nel 2015 dal Termalica Bruk-Bet Nieciecza, in Polonia.
Per anni disputa campionati discreti, sino a quando nel campionato 2006 la squadra retrocede in seconda divisione. Nel 2010 riparte dal quinto livello calcistico ceco, la 5. Liga.
Nel 2001 ha affrontato il Brescia nelle semifinali dell'Coppa Intertoto venendo eliminato con un risultato complessivo di 4-3.

## Palmarès

### Competizioni nazionali
- Druhá Liga: 1

1997-1998
- Česka fotbalová liga: 1

1992-1993

### Altri piazzamenti
- Coppa della Repubblica Ceca:

Semifinalista: 2000-2001
- Česka fotbalová liga:

Secondo posto: 1991-1992
- Coppa Intertoto UEFA:

Semifinalista: 2000, 2001